# Petershöhle (bei Beuron)
Die Petershöhle ist eine hochmittelalterliche Höhlenburg unbekannter ständischer Zuordnung südöstlich von Beuron im Landkreis Sigmaringen in Baden-Württemberg, Deutschland.

## Geographische Lage
Strategisch günstig auf 730 m ü. NN gelegen, der halben Hanghöhe des Peterfelsens, konnte von der natürlich ausgewaschenen Kalksteinhöhle des Juragesteins der Schwäbischen Alb das Obere Donautal über mehrere Kilometer eingesehen werden.
Das sturmfreie Portal der Petershöhle, eine der größten im oberen Donautal, hat eine nördliche Ausrichtung und befindet sich auf der Donau zugewandten Seite des Felsens.

## Geschichte

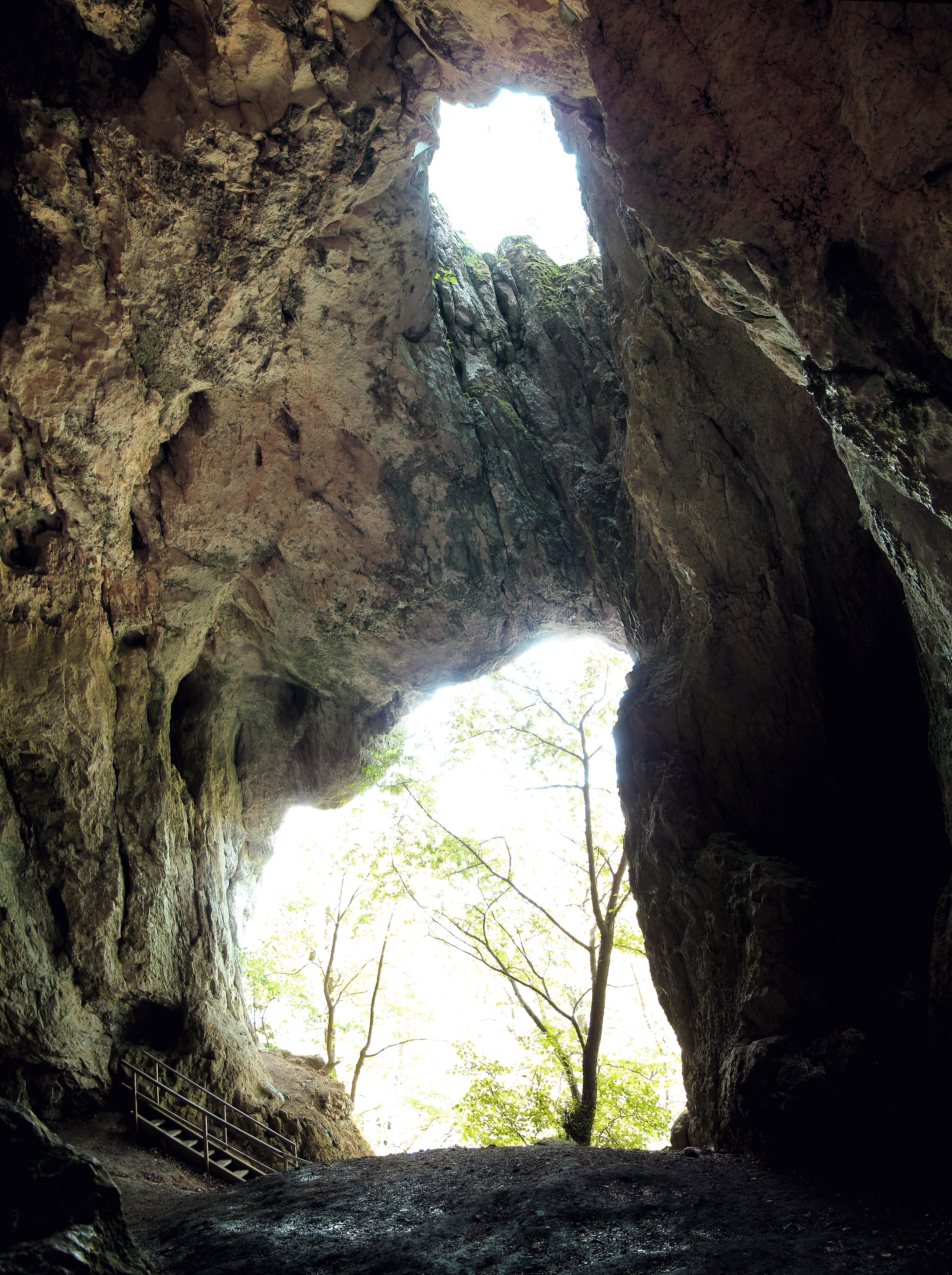
Ausmaße der inneren Höhle

Aufgrund fehlender urkundlicher Nachweise und Überlieferungen muss bei der Datierung auf die wenige mittelalterliche Keramik zurückgegriffen werden, die dort gefunden wurde. Dieser Kunstgriff lässt eine Nutzung der Höhle im 12. und 13. Jahrhundert annehmen. Ältere Fundkeramik ist Indiz für eine bereits frühere, bronzezeitliche Besiedlung. Auch von den Kelten finden sich Keramikreste.
Unter der mittelalterlichen Keramik fanden sich Ofenkachelstücke, die für eine längerfristige Nutzung im Gegensatz zu der These einer lediglich als kurzzeitige Fluchtstätte genutzten Wohnhöhle sprechen. Eine durchgängige Bewohnung wird allerdings ausgeschlossen.
Als damalige Bewohner der Höhlenburg kommen, laut gängiger Forschermeinung, weniger der Adel, als Personen im Zusammenhang mit dem nahe gelegenen Kloster Beuron in Frage.
Die Petershöhle befindet sich heute im Besitz des Hauses Hohenzollern.

## Anlage
Die Höhlenburg hat eine vorgelagerte 5 bis 6 Meter hohe Felsstufe. Reste einer Frontmauer geben Hinweis auf ein komplett vermauertes Portal, das auf der westlichen, rechten Frontecke einen befestigten kanzelartigen Vorsprung aufweist. Die erhaltenen Bruchsteine sind unterschiedlicher Größe. Im unteren Teil sind sie eher großformatig (bis zu 1,6 mal 0,6 Meter), ab einer Höhe von 2,5 Meter kleinteilig vermörtelt. Die Höhle mit einer elliptischen Grundfläche von 25 bis 26 Meter Länge und 16 Meter Breite hat eine Höhe zwischen 9 und 10 Meter. Auf der Ostseite der Höhe befindet sich circa 5 Meter hinter der Frontmauer ein steiler Höhlenschacht als Lichteinlass.
Hinweise auf eine Innenbebauung, die Rückschlüsse auf den ursprünglichen Innenausbau erlauben, fehlen gänzlich.
Die Petershöhle war über eine steile Holztreppe erschlossen. Inzwischen wurde die Treppe aus Sicherheitsgründen wieder entfernt, weshalb die Höhle aktuell nicht zugänglich ist.